# Космос-1726
Космос-1726 је један од преко 2400 совјетских вјештачких сателита лансираних у оквиру програма Космос.
Космос-1726 је лансиран са космодрома Плесецк, СССР, 17. јануара 1986. Ракета-носач Ф-2 је поставила сателит у орбиту око планете Земље. Маса сателита при лансирању је износила 2000 килограма. Космос-1726 је био сателит намијењен за електронско извиђање, јављање и навођење.